# WoW64
WoW64 (Windows 32-bit on Windows 64-bit) é um subsistema do sistema operacional Windows capaz de executar aplicações de 32-bit e está incluída em todas as versões 64-bit do Windows. Dentre elas estão o Windows XP Professional x64 Edition, IA-64 e versões x64 do Windows Server 2003, bem como versões 64-bit do Windows Vista, Windows Server 2008, Windows 7, Windows 8, Windows 8.1 e Windows 10. No Windows Server 2008 R2 Server Core, é um componente opcional.
WoW64 foi projetado para cuidar de muitas das diferenças entre as versões de 32 de 64-bit do Windows, particularmente envolvendo mudanças estruturais no próprio Windows.